# Prohysterophora chionopa
Prohysterophora chionopa är en fjärilsart som beskrevs av Edward Meyrick 1891. Prohysterophora chionopa ingår i släktet Prohysterophora och familjen vecklare. Inga underarter finns listade i Catalogue of Life.